# Междуречье (Ивано-Франковская область)
Междуре́чье (укр. Міжріччя) — село в Болеховской городской общине Калушского района Ивано-Франковской области Украины.
Население по переписи 2001 года составляло 1706 человек. Почтовый индекс — 77210. Телефонный код — 03437.

## История
В 1946 году указом ПВС УССР село Чолханы переименовано в Междуречье.